# Peter Deming
Peter Deming (Beirut, 13 dicembre 1957) è un direttore della fotografia statunitense.
Attivo principalmente nel campo della commedia hollywoodiana, come in Balle spaziali 2 - La vendetta (1989), Palle in canna (1993) e la serie di film di Austin Powers, ha però espresso le sue maggiori potenzialità nei film drammatici o dell'orrore, curando per David Lynch la fotografia di Strade perdute (1997), Mulholland Drive (2001) e del "revival" di Twin Peaks (2017), per Wes Craven quella di tre episodi della serie di film di Scream e ricreando una «memorabile» Londra vittoriana ne La vera storia di Jack lo squartatore - From Hell (2001), definito da Stefano Masi nel suo Dizionario mondiale dei direttori della fotografia «uno degli esiti fotografici più alti del cinema dei primi anni duemila [...] grazie ad un miracoloso equilibrio fra effetti ottici tradizionali e processi digitali moderni».

## Filmografia

### Cinema
- The Silence, regia di Michael Toshiyuki Uno – cortometraggio (1982)
- La casa 2 (Evil Dead II: Dead by Dawn), regia di Sam Raimi (1987)
- Hollywood Shuffle, regia di Robert Townsend (1987)
- Se hai un dubbio... prendine due (It Takes Two), regia di David Beaird (1988)
- Scarecrows, regia di William Wesley (1988)
- Contagio 1992 (The Carrier), regia di Nathan J. White (1988)
- From Hollywood to Deadwood, regia di Rex Pickett (1988)
- Amico venuto dallo spazio (Purple People Eater), regia di Linda Shayne (1988)
- Balle spaziali 2 - La vendetta (Martians Go Home), regia di David Odell (1989)
- Perché proprio a me? (Why Me?), regia di Gene Quintano (1990)
- House Party, regia di Reginald Hudlin (1990)
- I ragazzi degli anni '50 (Book of Love), regia di Robert Shaye (1990)
- Va' all'inferno Fred (Drop Dead Fred), regia di Ate de Jong (1991)
- Amori di fuoco (Scorchers), regia di David Beaird (1991)
- Mio cugino Vincenzo (My Cousin Vinny), regia di Jonathan Lynn (1992)
- Palle in canna (National Lampoon's Loaded Weapon 1), regia di Gene Quintano (1993)
- Mamma, ho trovato un fidanzato (Son in Law), regia di Steve Rash (1993)
- S.F.W. - So Fucking What (S.F.W.), regia di Jefery Levy (1994)
- A casa di Joe (Joe's Apartment), regia di John Payson (1996)
- Strade perdute (Lost Highway), regia di David Lynch (1997)
- Austin Powers - Il controspione (Austin Powers: International Man of Mystery), regia di Jay Roach (1997)
- Scream 2, regia di Wes Craven (1997)
- La musica del cuore (Music of the Heart), regia di Wes Craven (1999)
- Mistery, Alaska, regia di Jay Roach (1999)
- Scream 3, regia di Wes Craven (2000)
- Mulholland Drive (Mulholland Dr.), regia di David Lynch (2001)
- La vera storia di Jack lo squartatore - From Hell (From Hell), regia di Albert e Allen Hughes (2001)
- Coney Island Baby, regia di Amy Hobby (2003)
- Austin Powers in Goldmember, regia di Jay Roach (2002)
- People I Know, regia di Daniel Algrant (2002)
- La tela dell'assassino (Twisted), regia di Philip Kaufman (2004)
- I Heart Huckabees - Le strane coincidenze della vita (I ♥ Huckabees), regia di David O. Russell (2004)
- The Jacket, regia di John Maybury (2005)
- Vizi di famiglia (Rumor Has It...), regia di Rob Reiner (2005)
- Le regole del gioco (Lucky You), regia di Curtis Hanson (2007)
- Arsenico e vecchi confetti (Married Life), regia di Ira Sachs (2007)
- Love Guru (The Love Guru), regia di Marco Schnabel (2008)
- Drag Me to Hell, regia di Sam Raimi (2009)
- Last Night, regia di Massy Tadjedin (2010)
- Scream 4, regia di Wes Craven (2011)
- Quella casa nel bosco (The Cabin in the Woods), regia di Drew Goddard (2012)
- Il grande e potente Oz (Oz: The Great and Powerful), regia di Sam Raimi (2013)
- Now You See Me 2, regia di Jon M. Chu (2016)
- Capone, regia di Josh Trank (2020)
- The New Mutants, regia di Josh Boone (2020)
- The Menu, regia di Mark Mylod (2022)
- Un matrimonio esplosivo (Shotgun Wedding), regia di Jason Moore (2023)

### Televisione
- Un catastrofico successo (On the Air) – serie TV, 6 episodi (1992)
- Hotel Room – film TV (1993)
- Key West – serie TV, episodi 1x01-1x08-1x09 (1993)
- Cosmic Slop, regia di Reginald Hudlin, Warrington Hudlin e Kevin Rodney Sullivan – film TV (1994)
- 2000, episodio di Women (If These Walls Could Talk 2), regia di Anne Heche – film TV (2000)
- Cashmere Mafia – serie TV, episodio 1x01 (2008)
- Twin Peaks – serie TV, 18 episodi (2017)
- The Good Lord Bird - La storia di John Brown (The Good Lord Bird) – miniserie TV, 7 puntate (2020)
- The Continental: Dal mondo di John Wick (The Continental: From the World of John Wick) - miniserie TV, 1 episodio (2023)

## Riconoscimenti
- Premi Emmy
  - 2018 - Candidatura alla miglior fotografia in una miniserie o film televisivo per l'ottavo episodio di Twin Peaks
- Chicago Film Critics Association Awards
  - 2001 - Candidatura alla miglior fotografia per Mulholland Drive
- Independent Spirit Awards
  - 1991 - Candidatura alla miglior fotografia per House Party
  - 2002 - Miglior fotografia per Mulholland Drive
- National Society of Film Critics Awards
  - 2002 - Candidatura alla miglior fotografia per Mulholland Drive
- New York Film Critics Circle Awards
  - 2001 - Candidatura alla miglior fotografia per Mulholland Drive
- Utah/US Film Festival
  - 1990 - Premio per la miglior fotografia per House Party